# Кунешка, Сотир
Сотир Кунешка (алб. Sotir Kuneshka; 1912-1991) — албанский физик и академик. Известен как первый исследователь в области физики в Албании, основатель факультета естественных наук Университета Тираны, первый физик-член Академии наук Албании и автор учебников по физике на албанском языке.

## Биография
Родился 15 июля 1912 года в селе Бобоштица (алб. Boboshticë) неподалёку от города Корча, его отец был школьным учителем. Окончив начальную школу в своей деревне, Сотир поступает в Албанский Национальный Лицей (также известный как Французский Лицей, алб. Liceu Kombëtar i Korçës or Liceu Francez) в Корче в 1924 году, где учится следующие девять лет. Каждый день ему приходится преодолевать по 7 километров до школы и обратно домой, что не снижает его интереса к учёбе. Он обучается успешнее других, особенно точным наукам. Несмотря на это, получить стипендию на высшее образование от правительства Албании было невозможно. По благоприятному стечению обстоятельств, во время изучения местных диалектов деревню Кунешки посетил Андре Мазон, французский учёный-славист. Он остановился в доме Сотира, и тот помогал ему объясняться с местными жителями. Стараниями Мазона и директора лицея, Кунешка получил половинную стипендию от французского правительства, что позволило ему отправиться в Сорбонну для изучения физики.
Сотиру приходилось давать школьникам уроки физики и читать лекции по грамматике албанского в Национальной школе восточных языков, чтобы полностью покрыть расходы на обучение. За три года он получает физическое образование, а в 1936 году приобретает лицензию, позволяющую ему преподавать математику, физику, теоретическую механику и общую химию. Далее Кунешка готовится к сертификации по прикладной механике и электромагнетизму, но в 1937 году вынужден вернуться в Албанию по просьбе министра образования, чтобы занять должность директора лицея. Он оставался на этой позиции вплоть до 1940 года. В августе, во время итальянской оккупации, его посылают в Пезаро в артиллерийскую школу. Его милитаристские занятия прекращаются после высадки в Италии союзных сил. В начале 1944 года он направляется в Бари, продолжая для заработка давать частные уроки. Встреча с албанской военной делегацией позволила ему возвратиться домой.
Вскоре после окончания войны Французский Лицей открылся вновь, и Кунешка вернулся на должность директора. Долго на ней он не задержался, поскольку ему были поручены более важные задачи. Министерство образования поставило учёного у руля всей школьной системы Албании. Образование в стране требовало серьёзных изменений, и Кунешка возглавил комиссию по учреждению Высшего Педагогического Института (алб. Instituti i Lartë Pedagogjik). Это учреждение стало первым в стране, предоставляющим высшее образование. С 1948 года Сотир читает в институте лекции, а через год становится его директором. В 1957 году основан Университет Тираны, и Кунешка становится первым деканом факультета естественных наук (1957—1958) и первым председателем кафедры физики. Он оставался сотрудником университета до выхода в отставку в 1982 году.
Кунешка сыграл ключевую роль в улучшении программы курса физики в албанских школах. Его авторству принадлежат первые албанские учебники по физике, такие, как «Курс общей физики» (алб. "Kurs i fizikës së përgjithshme", 1974) или «Курс теоретической механики» (алб. "Kurs i fizikës së përgjithshme", 1981). Среди его исследовательской деятельности можно отметить изучение естественной радиоактивности водных систем. Благодаря упорному труду учёного сформировалась первая рабочая группа физиков в Албании.